# لوک دوربریج
لوک دوربریج (انگلیسی: Luke Durbridge؛ زادهٔ ۹ آوریل ۱۹۹۱) دوچرخه‌سوار اهل استرالیا است.
از باشگاه‌هایی که در آن بازی کرده‌است می‌توان به تیم اوریکا–اسکات اشاره کرد.
وی در مسابقات کشوری و بین‌المللی در مجموع برندهٔ ۲ مدال طلا، ۳ مدال نقره، ۲ مدال برنز شده‌است.